# Almunia (agriculture)
Pour les articles homonymes, voir Almunia.

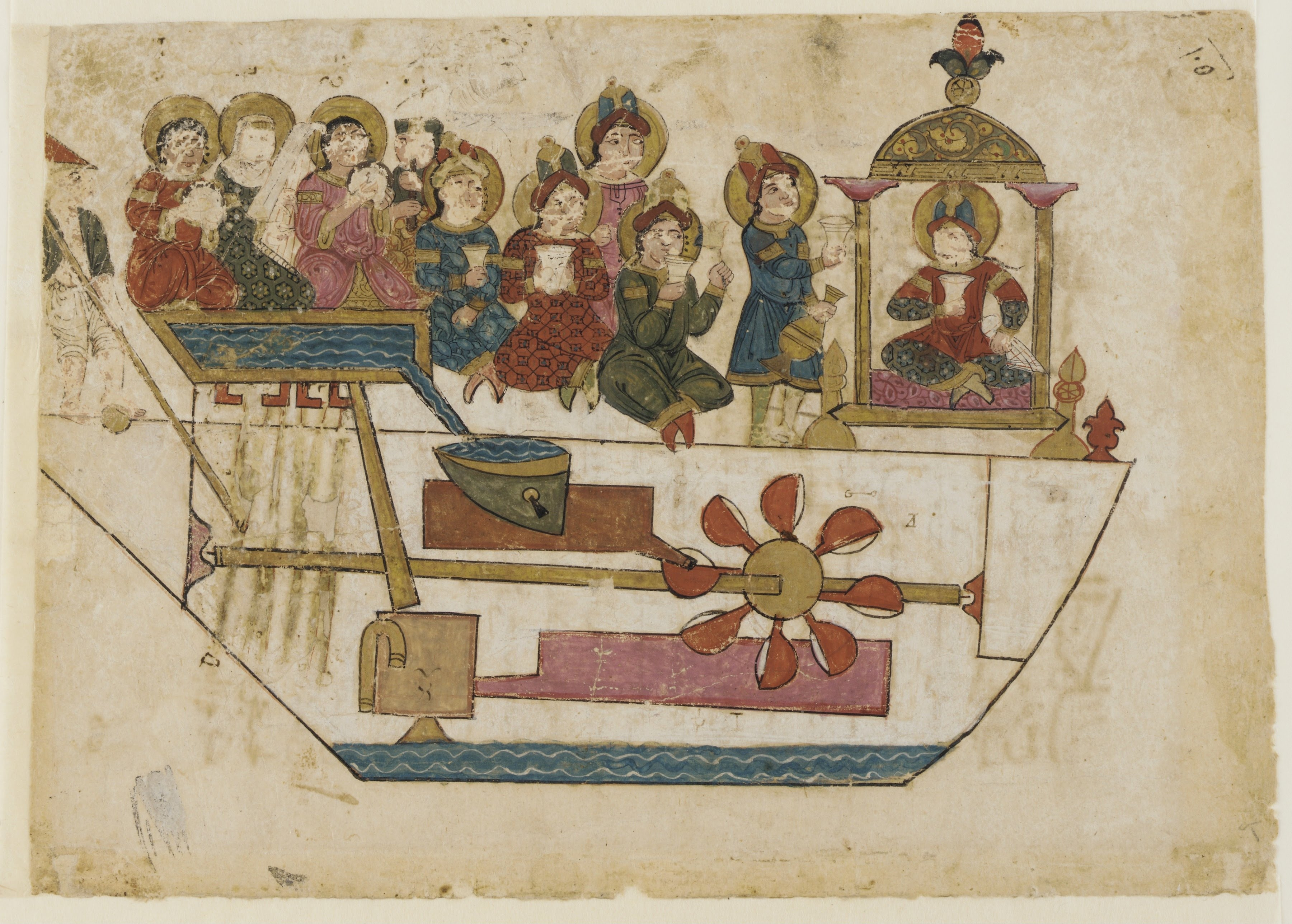
Kitab fi ma'ari-fat al-hiyal al-handasiya (1206) Festivité dans un jardin aristocratique avec la musique d'un orgue à eau

Le terme almunia désigne propriété de campagne en Al-Andalus. Le terme est un emprunt à l'espagnol qui dérive du terme arabe hispanique almúnya : verger ou ferme. Lui-même est issu de l'arabe classique munyah (désir), avec l'incorporation de l'article déterminé (al-munyah).

## Une maison de campagne et ses jardins
Une almunia désignait à l'origine un verger ou une ferme et par extension à une propriété rurale ou maison de campagne, entourée de jardins et de terrains destinés à l'agriculture. Les sources écrites laissent comprendre qu'en al-Andalus les almunias pouvaient cumuler deux fonctions, plus ou moins prononcées : c'étaient des centres agricoles, avec des collections végétales encyclopédiques et aussi des bâtiments d'exploitation et de loisir aux mains de riches aristocrates qui s'en servaient occasionnellement de résidence, lieu de réception et d'expérimentation. Ces lieux existaient aussi en Afrique du Nord, au Maroc, les munya-s d’El Mosara à Fès et Almunia de Belyounech.
L'almunia al-Rusafa (propriété califale) avait une surface de 11 ha.

### Toponymie
Le terme Almunia (souvent appelée Dār) est normalement suivi d'un nom de lieu ou du nom de son propriétaire (ex. Almunia de l'hôpital de la Reine Sofía. Almunia de l'orangeraie d'Almagro. Almunia de Ronda de Poniente. L'utilisation et signification du terme expliquent qu'il eut été transformé en toponyme avec des noms de lieu tels qu'Almunia de San Miguel (Tolède), Almunia de San Juan (Huesca), La Almunia de Doña Godina (Saragosse) ou El Ràfol d'Almúnia (Alicante). Il est associé aux populations situées dans des zones particulièrement bonnes pour les cultures et abritant des vergers, mais il se retrouve également pour nommer des zones plus étendues, en incluant toute une comarque, telles que La Armuña (Salamanque), où se trouvent des villages qui l'utilisent comme nom : Monterrubio de Armuña ou Pedroso de la Armuña.

### Collection végétale, lieu de commensalité
Les textes arabes contemporains de ces fermes décrivent les caractéristiques et les emplacements de différentes almunias du califat de Cordoue. Le premier émir Abd al-Rahman I (756-788), fit construire (gisement archéologique de Turruñuelos) de la première almunia au nord de Cordoue al-Rusafa (nom repris de la ville syrienne), Almunia al-Nâ'ûra (ou all-Naá. Almunia de la Noria) était la résidence favorite de 'Abd al-Rahmân III. Ils y accumulent des collections de plantes cultivées parmi lesquelles celles envoyées de Syrie. Carmen Trillo San José écrit : « Les munya-s faisaient partie de ces biens appartenant à la royauté et avaient une fonction ludique, productrice, aulique et politico-administrative ; elles servirent aussi de siège temporaire de la cour » et elle en décrit aussi une fonction économique et patrimoniale, ce sont des exploitations horticoles et agricoles « les concubines et épouses d’al‑Ḥakam Ier et de ʿAbd al‑Raḥmān II reçurent des munya-s dont les rentes servirent au maintien de léproseries et à la charité envers les pauvres ».
Le géographe oriental Al-Maqdisi les décrit à Grenade ; alors que les Annales de Al-Hakam II narrent aussi que ce calife omeyyade disposait de diverses Almunias dans lesquelles il passait une partie de son temps libre ; ces mêmes annales font état de l'existence d'autres almunias aux alentours de la capitale Omeyyade, dont les propriétaires étaient d'importants notables cordouans. Ils en fournissent une brève et synthétique description lorsqu'ils racontent que le grand fatá Durri offrit au calife sa belle Almunia du Guadarromán « avec tout ce qu'elle avait dedans et en dehors : jardins bien arrosés, terroirs labourés, esclaves [hommes et femmes], bœufs et bêtes de charge ». Le lettré et érudit cordouan Ibn Hazm est une importante source pour connaître les almunias de la Cordoue du XIe siècle.
Les andalous pratiquent une agriculture irriguée, l'eau joue un rôle essentiel dans l'architecture et l'irrigation des Almunias. Ainsi l'Almunia de Alamiriya (Xe siècle durant le Califat omeyyade de Cordoue) entièrement terrassée avait des installations hydrauliques de grande envergure. Les almunias cordouanes sont construites au bord de fleuves et de rivières, comme l'almunia d'Ibn al-Qurashiyya (du nom de la mère d'Abu-l-Hakam al-Mundir, fille de l'émir al-Mundir appelé lbn al-Qurayshiyya) ou l'Alminia al-Nâ'ûra sur la rive droite du Guadalquivir, Munyat dat al Wadiyayn ou Almunia de Entrerriíos ou de los Dos Ríos (des deux rivières) sur un affluent du Gudalquivir, Munyat al Ugab ou Almunia del Águila  et Munyat Wadi ERuman ou Almunia de Guarromán ou Guadarromán, c'est-à-dire Almunia de la Rívière des Grenades.